# Odprto prvenstvo Francije 1996
Odprto prvenstvo Francije 1996 je teniški turnir za Grand Slam, ki je med 27. majem in 9. junijem 1996 potekal v Parizu.

## Moški posamično
Jevgenij Kafelnikov :  Michael Stich, 7–6(7-4), 7–5, 7–6(7-4)

## Ženske posamično
Steffi Graf :  Arantxa Sánchez Vicario, 6–3, 6–7(4-7), 10–8

## Moške dvojice
Jevgenij Kafelnikov /  Daniel Vacek :  Guy Forget /  Jakob Hlasek, 6–2, 6–3

## Ženske  dvojice
Lindsay Davenport /  Mary Joe Fernández :  Gigi Fernández /  Natalija Zverjeva, 6–2, 6–1

## Mešane dvojice
Patricia Tarabini /  Javier Frana :  Nicole Arendt /  Luke Jensen, 6–2, 6–2